# Georgios Zoitakis
Georgios Zoitakis (Grieks: Γεώργιος Ζωιτάκης) (Nafpaktos, januari of 3 maart 1910 - Athene, 21 oktober 1996) was een Grieks generaal en politicus.
Zoitakis vocht mee in de Grieks-Italiaanse Oorlog en de Slag om Griekenland. Nadat Griekenland door nazi-Duitsland was bezet, sloot hij zich aan bij de Griekse verzetsbeweging EDES.
Op 21 april 1967 nam hij als enige generaal deel aan de staatsgreep die het zogenoemde 'kolonelsregime' aan de macht bracht.
In december van dat jaar pleegde koning Constantijn II een contra-staatsgreep, welke echter mislukte. De koning week daarna uit naar het buitenland en kolonel Georgios Papadopoulos, de sterke man in de militaire junta, benoemde Zoitakis tot regent.  Als enige generaal in de junta van kolonels had hij recht op deze positie. Zoitakis werd ceremonieel staatshoofd van Griekenland.
In maart 1972 ontstond een conflict tussen regering en regent. Zoitakis weigerde een decreet te ondertekenen. Daarop nam Papadopoulos zelf het regentschap op zich en riep op 1 juni 1973 de republiek uit.
Na Griekenlands terugkeer naar de democratie in 1974 werd hij tot een gevangenisstraf veroordeeld. Georgios Zoitakis overleed in 1996.